# Odra (czasopismo)
Odra – dwutygodnik, a potem tygodnik społeczno-kulturalny ukazujący się w Katowicach w latach 1945–1950 oraz w Opolu w 1957 r. jako miesięcznik. Obecnie pod tytułem „Odra” ukazuje się miesięcznik społeczno-kulturalny wydawany we Wrocławiu (zob. Odra (miesięcznik)).

## Charakterystyka ogólna profilu czasopisma
Pierwszy numer periodyku ukazał się 20 lipca 1945 w Katowicach. „Odra” wychodziła najpierw jako dwutygodnik (z podtytułem „Pismo literacko-społeczne”), a od 7 kwietnia 1946 jako tygodnik (z podtytułem „Tygodnik literacko-społeczny”) podporządkowany administracyjnie spółdzielni Wydawniczej „Czytelnik”. Redakcję tworzyli: Wilhelm Szewczyk (od trzeciego nr jako redaktor naczelny), Zdzisław Hierowski i August Grodzicki. Działalność pisma została przerwana 29 stycznia 1950. Plan przeniesienia „Odry” z Katowic do Wrocławia, co miało być dla niej ratunkiem, nie powiódł się. W kwietniu 1957 r. „Odra” zaczęła wychodzić w Opolu, pod red. Stefana Oswalda Popiołka. Wskutek interwencji władz w grudniu 1957 r. (wbrew woli lokalnego środowiska) wstrzymano wychodzenie czasopisma w Opolu.

Od 1958 we Wrocławiu zaczął wychodzić tygodnik o tym samym tytule, którego kontynuacją jest wrocławski miesięcznik „Odra” ukazujący od marca 1961 r.

## Charakterystyka głównych działań redakcji „Odry” katowickiej
- W latach 1945–1947 zespół Szewczyka przyłożył starania, by w całej prasie polskiej wywołać dyskusję nad programem kulturalnym dla obszaru ziem zachodnich. Została ona rozpoczęta artykułem Zdzisława Hierowskiego Program kulturalny Ziem Odzyskanych (nr 7, 1945). Na łamach „Odry” głos zabierali na temat projektu m.in.: Bednorz, Kucharski, Skowron, Zbroiński.
- W dniu 8 lutego 1946 została powołana w Katowicach Rada Kultury, która za cel postawiła sobie rozplanowanie i wprowadzenie w życie planu kulturalnego dla Ziem Odzyskanych Śląska. W związku z tym faktem Hierowski w marcu tegoż roku wystąpił pod adresem państwowych instytucji kulturalnych z żądaniami jak najszybszego zakończenia okresu planowania i przystąpienia do realizowania postulatów. Jako reprezentant środowiska zawarł postulaty je w 9 punktach.
- Tematyka związana z problemami integracyjnymi, asymilacyjnymi, gospodarczymi ziem zachodnich oraz niezadowalającą sytuacją kultury na tych terenach pojawiała się przez długi czas na łamach pisma najczęściej.
- Publicyści „Odry” zwracali uwagę na wszystko, co działo się u sąsiadów Polski, przede wszystkim Niemców i Czechów. Do stałych rubryk należały Co robią Niemcy (redagowana od trzeciego nr przez W. Szewczyka) i Kronika czeska (także pod nazwą Kronika Czesko-słowacka).
- W latach 1948–1951 rozwój czasopiśmiennictwa lokalnego został niemal całkowicie zahamowany. W tym okresie powstało zaledwie 9 tytułów (regres prasy lokalnej miał trwać do 1952). Pośród pism, które skazano wówczas na likwidację znalazła się również „Odra”. Tygodnik przestał wychodzić 29 stycznia 1950.

## Opracowania
- Jacek Kolbuszewski: Literatura wobec historii. Wrocław 1997.
- Paweł Sarna: Działalność publicystyczna Wilhelma Szewczyka na łamach „Odry”. W: Wilhelm Szewczyk. Pisarz, publicysta, niemcoznawca. Red. J. Śliwiok. Katowice 2002, s. 22–34 (materiały posesyjne).
- Joachim Glensk: Diariusz prasy polskiej na Śląsku, t. II: 1945-1989, Opole 1994.